# Heures pascales

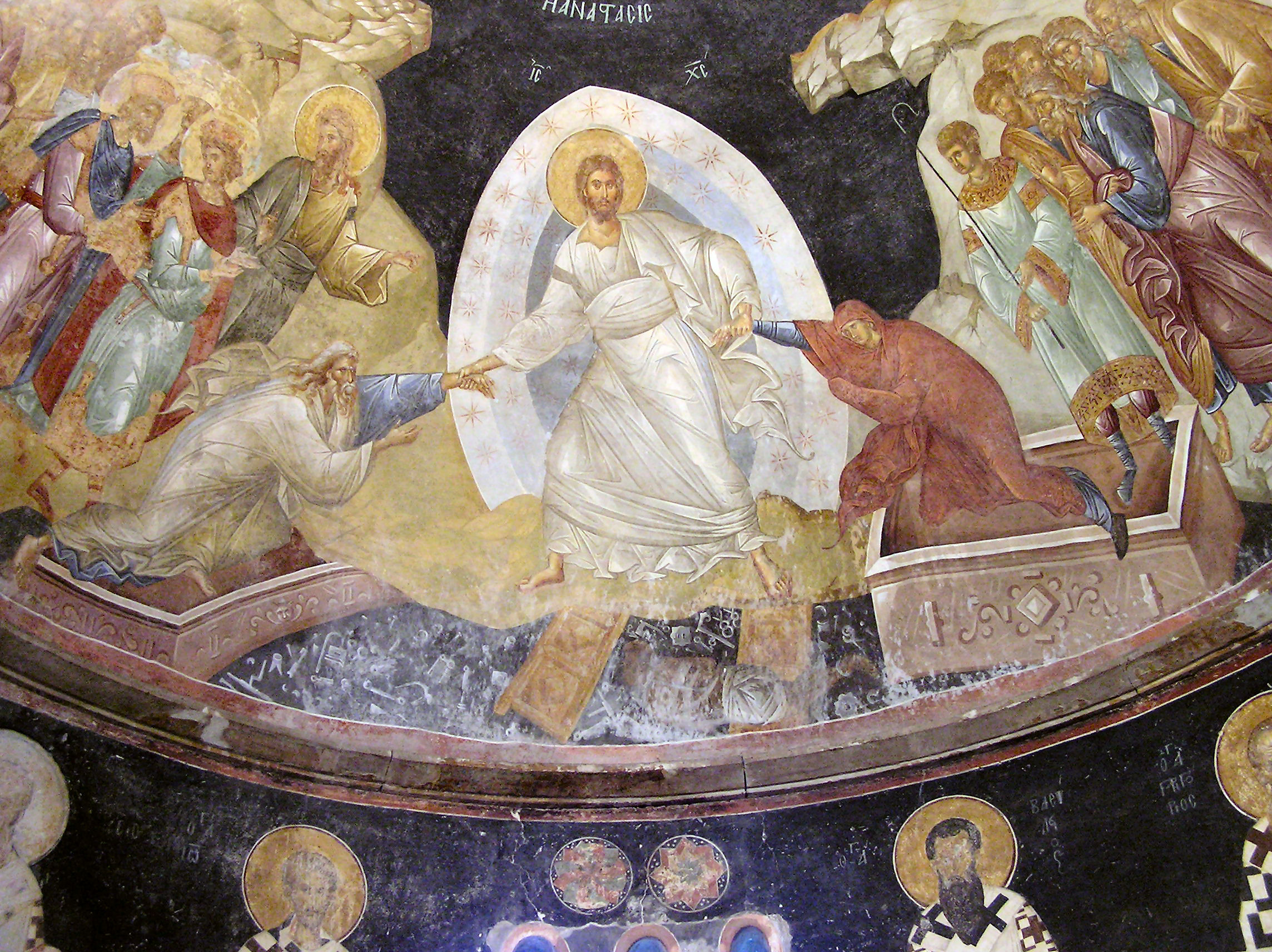
Icône de la Résurrection (fresque de l'Église de la Chora, Istanboul).

Les Heures pascales sont la forme sous laquelle sont chantées les Petites Heures à Pâques et tout au long de la Semaine radieuse dans les Églises d'Orient – Églises orthodoxes et Églises catholiques de rite byzantin.
Les Heures pascales remplacent :
- l'office de Prime, à la fin des Matines ;
- les offices de Tierce et Sexte avant la Divine Liturgie ;
- l'office de None avant les Vêpres ;
- l'Apodeipnon (Complies) et l'Office de minuit.

Les Heures pascales peuvent être aussi chantées à la place de la traditionnelle Action de grâce après la communion. De plus, une coutume pieuse consiste à substituer les Heures pascales aux prières du matin et du soir lors de la Semaine radieuse. Ainsi, les fidèles se reposent des longs services de prières sans négliger de donner joyeusement grâce à Dieu afin de ne pas céder au découragement et à la gourmandise comme ils partagent les aliments de fête.

## Vue d'ensemble
Les Heures pascales diffèrent du service ordinaire en plusieurs aspects : elles sont entièrement chantées et non lues ; elles sont beaucoup plus courtes et ne comportent aucun psaume.
Au cœur de l'hymnographie et des prières sont la victoire du Christ sur le pêché et sur la mort ainsi que l'attente du Salut. 
- bénédiction initiale ;
- tropaire pascal (trois fois) ;
- « Ayant contemplé la Résurrection du Christ, adorons le Saint, le Seigneur Jésus, le Seul sans péché. Nous vénérons Ta Croix, Ô Christ, et nous chantons et glorifions Ta Résurrection ; car Tu es notre Dieu, nous n'en connaissons pas d'autre que Toi. Venez, tous les fidèles  vénérons la Résurrection du Christ, car voici que par la Croix, la joie est venue dans le monde entier. Bénissons en tout temps le Seigneur, nous chantons Sa Résurrection, car en endurant la Croix, par la mort il a détruit la mort. » (trois fois) ;
- Hypakoë de Pâques : « Devançant l'aurore et trouvant la pierre roulée de devant le sépulcre, celles qui suivaient Marie s'entendirent demander par l'ange : pourquoi cherchez-vous comme un homme parmi les morts Celui qui Se tient dans la lumière perpétuelle ? Voyez les bandelettes funéraires, faites diligence et annoncez au monde que le Seigneur S'est levé, ayant mis à mort la mort, car Il est le Fils du Dieu qui sauve le genre humain. »
- kontakion pascal : « Bien que Tu sois descendu dans la tombe, Ô Immortel, Tu as détruit la puissance des enfers ; Tu es ressuscité en Vainqueur, Ô Christ Dieu, en annonçant : “ Réjouissez-vous ” aux femmes myrophores, faisant don de la paix à Tes apôtres et donnant la résurrection à ceux qui étaient tombés. »
- tropaires :
  - « Au Sépulcre pour le corps et aux enfers pour l'âme, Tu fus au Paradis avec le Bon Larron et sur le trône avec le Père et le Saint-Esprit, Ô Christ, emplissant tout, sans être contenu. »
  - « Gloire au Père et au Fils et au Saint-Esprit »
  - « Porteur de vie, et plus beau que le Paradis, plus lumineux en vérité qu'aucune chambre royale, Ton Sépulcre, Ô Christ, s'est révélé la source de notre Résurrection. »
  - « Maintenant, à jamais et dans les siècles des siècles. »
  - « Ô demeure consacrée et divine du Très-Haut, réjouis-Toi. Par toi, ô Mère de Dieu (ou Déipare), a été donnée la joie à ceux qui s'écrient : tu es bénie entre toutes les femmes, Ô Souveraine toute immaculée. »
- « Seigneur, prend pitié » (quarante fois) ;
- bénédiction sacerdotale ;
- tropaire pascal (trois fois) ;
- « Seigneur, prend pitié » (trois fois) ;
- prière de renvoi.

Les Heures pascales sont toutes identiques (dans certaines traditions, une prière à saint Basile est ajoutée avant la prière de renvoi de l'apodeipnon de Pâques).